# Кіт Гілл
Кіт Гілл (англ. Keith Gill), відомий на Reddit під псевдонімом DeepFuckingValue, а також на YouTube і Twitter як Roaring Kitty — американський фінансовий аналітик та інвестор, відомий своїми дописами в сабредіті r/wallstreetbets. Його аналіз акцій GameStop, опублікованих на Reddit та YouTube, багато хто назвав рушійним фактором шорт-сквізу акцій компанії в січні 2021 року та іскрою для подальшого шаленого торгування роздрібними акціями за допомогою мобільного додатку Robinhood. Зростання вартості акцій GameStop дозволило Кіту Гіллу перетворити "інвестицію в розмірі близько $53 тис. в суму, близькою до $50 млн станом на кінець січня.

## Життєпис
Гілл народився у сім'ї Стівена та Елейн Гілл та виховувався в Броктоні, штат Массачусетс. У нього є брат і була сестра, яка померла в 2020 році. Він закінчив коледж Стоунхілл у 2009 році. У 2008 році Гілл був визнаний спортсменом року у закритих приміщеннях Американською асоціацією тренерів з легкої атлетики та кросу після того, як він виграв 1000-метрову гонку на чемпіонаті Нової Англії.
Гілл є сертифікованим фінансовим аналітиком, а також ліцензованим брокером цінних паперів. З 2010 по 2014 рік він працював у друга сім'ї у стартапі в Нью-Гемпширі, працюючи над ПЗ, яке допомагає інвесторам аналізувати акції. Він працював у LexShares до березня 2017 року, а також у MassMutual з квітня 2019 року до свого звільнення 28 січня 2021 року. Він одружився зі своєю дружиною Кароліною у 2016 році і має одну дитину.

### Аналіз акцій GameStop
У вересні 2019 р. Гілл (як DeepFuckingValue) опублікував на r/wallstreetbets скріншот своїх торгів з афоризмом YOLO (акронім з англ. You Only Live Once) де було видно, що він купив акцій GameStop на $53 000 з довгою позицією. Його онлайн-прізвисько DeepFuckingValue походить від англомовного терміну deep value, що означає глибоку (справжню) цінність, що походить своєю чергою від стратегії value investing, в основі якої пошук недооцінених активів шляхом фундаментального аналізу. Дописи Гілла на Reddit та відео на YouTube стверджували (як за допомогою фундаментального, так і технічного аналізу), що акції GameStop були недооцінені.

### Шорт-сквіз акцій GameStop
Аргументи Кіта Гілла стосовно недооціненості активів GameStop стали популярними у січні 2021 році на сабреддіті r/wallstreetbets, особливо після того, як відомі гедж-фонди та аналітики публічно заявили, що починають грати на пониження акцій GameStop, а тому взяли короткі позиції компанії на мільярди доларів. В той час (січень 2021 р.) сотні тисяч користувачів згаданого сабреддіта, прислухавшись до старих порад Кіта Гілла, почали масово встановлювати мобільний додаток Robinhood та купувати акції GameStop з довгою позицією, щоби переграти гедж-фонди, що грали на пониження ціни GameStop. Причина, чому деякі гедж-фонди та аналітики грали на пониження акцій полягала у тому, що мережа магазинів GameStop не працювала в нормальному режимі вже багато місяців внаслідок карантину, а тому терпіла збитки. Внаслідок напливу неінституційних «домашніх» торговців акціями з r/wallstreetbets ціна акцій GameStop підскочила у десятки разів, а гедж-фонди потерпіли мільярдні збитки.
Комітет фінансових послуг США заслухав Кіта Гілла на слуханнях 18 лютого 2021 року стосовно небувалого і маніпулятивного росту акцій GameStop. Гілл дав свідчення разом із Володимиром Теневим, співзасновником компанії Robinhood, через яку купували акції, сказавши: «Я не просив нікого купувати або продавати акції для власного прибутку» і «Мені подобаються ці акції».